# Most Hohenzollernů
Most Hohenzollernů (německy Hohenzollernbrücke) je železniční most přes řeku Rýn v Kolíně nad Rýnem. Je 409 m dlouhý a 29 m široký. Pojmenován je podle rodu Hohenzollernů ze Švábska.
Most se nachází na rýnském říčním kilometru 688. Byl vybudován podle návrhu architekta Franze Heinricha Schwechtena v letech 1907 až 1911; nejprve v podobě dvou mostů železničních a jednoho silničního.
Po vypuknutí druhé světové války se stal součástí významného strategického tahu pro dovoz techniky i lidí na západní frontu. Most byl i přes spojenecká bombardování Kolína nad Rýnem v závěru konfliktu poškozen jen lehce. K jeho vyhození do povětří se nakonec rozhodla sama německá armáda 6. března 1945, a to proto, aby nepadl do rukou postupujících amerických vojsk. Po skončení války byl přebudován, doplněn o lávky pro pěší a cyklostezku.
Most je jednou z nejvýznamnějších dopravních spojnic v německé dopravní síti. Přímo za ním se totiž ze staroměstské strany nachází hlavní kolínské nádraží. Denně přes most přejede přes tisíc vlaků.[zdroj?]